# Stachys aristata
Stachys aristata là một loài thực vật có hoa trong họ Hoa môi. Loài này được Greenm. miêu tả khoa học đầu tiên năm 1904.